# NSU-Untersuchungsausschüsse
NSU-Untersuchungsausschüsse sind parlamentarische Ausschüsse in Deutschland, die die Mord- und Gewalttaten der rechtsextremen Terrororganisation Nationalsozialistischer Untergrund (NSU), ihr Unterstützerumfeld und das Verhalten von Bundes- und Landesbehörden im NSU-Komplex aufklären sollen. Der Deutsche Bundestag und bisher acht Landesparlamente haben zwischen Februar 2012 und Mai 2022 solche Ausschüsse eingesetzt, teilweise mehrfach in aufeinanderfolgenden Legislaturperioden. Sie ergänzen das Strafverfahren gegen Beate Zschäpe und vier NSU-Unterstützer, die im Juli 2018 nach Anklage durch die Bundesanwaltschaft vom Oberlandesgericht München im NSU-Prozess zu Haftstrafen verurteilt wurden.

## Zeitleiste
Der angegebene Zeitraum entspricht jeweils dem Datum der vom Parlament beschlossenen Einsetzung bis zum letzten Sitzungstag. Als Ende der aktuell laufenden Untersuchungsausschüsse ist jeweils der voraussichtlich nächste Wahltermin vermerkt, was in der Praxis abweichen kann.

## Erster Bundestagsausschuss (17. Bundestag)

### Entstehung
Mit der Entdeckung am 4./8. November 2011, dass eine bis dahin unbekannte Terrorgruppe mit der Eigenbezeichnung „Nationalsozialistischer Untergrund“ eine siebenjährige Mordserie begangen hatte, wurden erhebliche jahrelange Ermittlungsfehler der Sicherheitsbehörden bekannt. Als besonders gravierend galt zunächst, dass Polizei und Verfassungsschutz von Bund und Ländern die Rechtsterroristen augenscheinlich jahrelang nicht beobachtet hatten. Der Autor Tanjev Schultz spricht in diesem Zusammenhang von einem Versagen des Staates. Ende November 2011 entschuldigten sich alle Bundestagsfraktionen in einer gemeinsamen Erklärung bei den Opferangehörigen für solche Versäumnisse und Pannen. Ausgehend davon beschlossen sie nach wochenlangen Konflikten um die richtige Methodik am 13. Januar 2012, eine elfköpfige Kommission einzusetzen, die diese Fehler und Versäumnisse rasch, umfassend und gründlich politisch aufarbeiten sollte. Ergänzend dazu wurde eine vierköpfige Kommission aus je zwei Experten des Bundes und der Länder vereinbart, ohne den Auftrag des Untersuchungsausschusses einzuschränken.

### Einsetzung und Mitglieder
Der Ausschuss wurde am 24. Januar 2012 auf Antrag aller 2012 im Bundestag vertretenen Fraktionen (CDU/CSU, SPD, FDP, Grüne und Linke) eingesetzt. Dazu gehörten die folgenden elf Bundestagsabgeordneten:
| \| Name \| Partei \| Kommentar \| \| ---------------------------- \| --------- \| ---------------------------------------------------------------------------- \| \| Sebastian Edathy \| SPD \| Vorsitzender \| \| Stephan Stracke \| CSU \| stellvertretender Vorsitzender \| \| Clemens Binninger \| CDU \| \| \| Tankred Schipanski \| CDU \| \| \| Elisabeth Winkelmeier-Becker \| CDU \| ab 16. Januar 2013 abgelöst durch Armin Schuster \| \| Eva Högl \| SPD \| \| \| Sönke Rix \| SPD \| \| \| Serkan Tören \| FDP \| \| \| Hartfrid Wolff \| FDP \| \| \| Wolfgang Wieland \| Grüne \| \| \| Petra Pau \| Die Linke \| am 31. Januar, 21. Februar und 25. April 2013 vertreten von Halina Wawzyniak \| |           |                                                                              |
| Name | Partei    | Kommentar                                                                    |
| Sebastian Edathy | SPD       | Vorsitzender                                                                 |
| Stephan Stracke | CSU       | stellvertretender Vorsitzender                                               |
| Clemens Binninger | CDU       |                                                                              |
| Tankred Schipanski | CDU       |                                                                              |
| Elisabeth Winkelmeier-Becker | CDU       | ab 16. Januar 2013 abgelöst durch Armin Schuster                             |
| Eva Högl | SPD       |                                                                              |
| Sönke Rix | SPD       |                                                                              |
| Serkan Tören | FDP       |                                                                              |
| Hartfrid Wolff | FDP       |                                                                              |
| Wolfgang Wieland | Grüne     |                                                                              |
| Petra Pau | Die Linke | am 31. Januar, 21. Februar und 25. April 2013 vertreten von Halina Wawzyniak |

### Auftrag
Der Ausschuss sollte unter anderem folgende Fragen beantworten:
- Welche Informationen lagen den Sicherheits- und Ermittlungsbehörden von 1992 bis 2011 zu Uwe Böhnhardt, Uwe Mundlos und Beate Zschäpe, den ihnen zugeschriebenen Taten und ihrem Unterstützerumfeld vor? *Welche Informationen hätten die Behörden haben, wie diese bewerten und darauf reagieren müssen?
- Haben Fehler oder Versäumnisse von Bundesbehörden die Bildung des NSU-Netzwerks begünstigt sowie die Verfolgung und Aufklärung der Straftaten erschwert?
- Welche Rolle spielten V-Leute im NSU-Umfeld?
- Wodurch wurde dem NSU und seinem Umfeld möglicherweise die Beschaffung von Waffen, Sprengstoff und falschen Identitäten erleichtert?
- Wurden aufgrund geltender Vorschriften Beweismittel oder Hinweise zum NSU und dem Umfeld von den Behörden voreilig vernichtet?
- Welche Änderungen bei Struktur, Zusammenarbeit, Befugnissen und Qualifizierung der Sicherheits- und Ermittlungsbehörden im Bund und den Ländern sind nötig, um Rechtsextremismus effektiver zu bekämpfen?
- Wie kann bei Ermittlungen Leid für Opfer extremistischer Straftaten und deren Angehörigen wirksamer vermieden werden?
- Wie kann und muss die Bekämpfung rechtsextremer Gewalt auch durch Aufklärung und die Sensibilisierung der verantwortlichen Stellen verbessert werden?[5]

### Abriss der Arbeit
Der Ausschuss begann am 27. Januar 2012 seine Arbeit und legte am 22. August 2013 seinen Abschlussbericht vor. Der ehemalige Bundesinnenminister Otto Schily (SPD) räumte bereits im Vorfeld eine Mitverantwortung für Fehler nach der Anschlagsserie des Nationalsozialistischen Untergrunds ein. Gegenüber der Zeitung Der Tagesspiegel sagte er im April 2012, die Landesinnenminister und er trügen die politische Verantwortung für eine langsame Aufklärung nach der Anschlagsserie. Insbesondere nach dem Bombenanschlag in Köln im Juni 2004 sei es zu Fehleinschätzungen gekommen. Dieser Darstellung widersprach der ehemalige Innenminister von Nordrhein-Westfalen, Fritz Behrens, vor dem Untersuchungsausschuss.
Der frühere bayerische Innenminister Günther Beckstein (CSU) nahm bei einer Befragung vor dem Untersuchungsausschuss im Mai 2012 die Dienststellen seines Landes in Schutz und gab an, keine Versäumnisse zu erkennen.
Bernhard Falk, ehemaliger Vizepräsident des Bundeskriminalamtes, kritisierte vor dem Untersuchungsausschuss am 14. Juni 2012, dass „kriminalfachlich“ die Ermittlungen „stümperhaft“ verliefen. Bereits 2006 hätte das BKA den Fall angesichts der „dramatischen Verschärfung“ nach den erneuten Mordfällen übernehmen müssen. Man habe einen solchen Antrag an das Bundesinnenministerium gestellt, im Rahmen der Innenministerkonferenz wurde jedoch entschieden, die Zuständigkeit auf Länderebene zu belassen und in Bayern einen „Lenkungsausschuss“ einzurichten. Dem BKA wurde lediglich „eine Nebenrolle“ zugewiesen.

### „Operation Rennsteig“
Im Juli 2012 machten journalistische Recherchen bekannt, dass das Bundesamt für Verfassungsschutz (BfV), der Militärische Abschirmdienst (MAD) und das Thüringer Landesamt für Verfassungsschutz zwischen 1996 und 2003 unter dem Decknamen Operation Rennsteig V-Leute im Milieu des rechtsextremen Thüringer Heimatschutzes rekrutiert hatten, zu dem damals auch die späteren NSU-Mitglieder gehörten. Ferner wurde aufgedeckt, dass das BfV 35 potentielle Akten dazu angelegt, ein BfV-Mitarbeiter des Referats 2B jedoch mindestens sieben davon am 11. November 2011 vernichtet (geschreddert) hatte. Ferner gab es Verdachtsmomente auf Manipulation von Daten.
Daraufhin räumte Heinz Fromm, damals Präsident des BfV, einen „erheblichen Vertrauensverlust“ für seine Behörde ein. Er gestand ein, dass kurz nach dem Auffliegen der rechtsextremen Terrorzelle Ende 2011 umfangreiche Aktenbestände über V-Leute in der Szene aus formalen Gründen gelöscht wurden und bat am 2. Juli 2012 um seine Versetzung in den vorzeitigen Ruhestand zum 31. Juli 2012. Bundesinnenminister Hans-Peter Friedrich (CSU) nahm das Gesuch an. Ebenso traten die Präsidenten der Landesämter Thüringens (Thomas Sippel) und Sachsens (Reinhard Boos) zurück.
Vor dem Untersuchungsausschuss sagte Fromm am 5. Juli 2012 aus, dass der Vorfall zu einem „schwerwiegenden Verfall für das Ansehen des BfV geführt“ habe, „dessen Folgen für die Funktionsfähigkeit des Amtes nicht vorhersehbar sind“. Er sei von seinen eigenen Mitarbeitern „hinters Licht geführt worden“ und schloss nicht aus, dass ein Referatsleiter etwas vertuschen wollte. Für die Aktenlöschungen habe er „keine überzeugende Erklärung“. Zudem kritisierte er als „nicht sinnvoll“, dass zwar seine Behörde den Thüringer Verfassungsschutz über die von ihr eingesetzten V-Leute habe unterrichten müssen, dies aber umgekehrt nicht gegolten habe. Er habe erst aus den Medien erfahren, dass das Landesamt eine zentrale Figur des ‚Thüringer Heimatschutzes‘ als Informanten geführt habe. Der Referatsleiter, der die Verschredderung angeordnet hatte und gegen den diesbezüglich ein Disziplinarverfahren eingeleitet wurde, ist geheim verhört worden. Nach dessen Anhörung kritisierten alle Obleute der fünf Fraktionen, dass beim BfV offenbar „keine klaren Regeln über Löschfristen“ existieren würden. Fromm bestätigte in einer nichtöffentlichen Befragung die Existenz einer Nachfolgeoperation mit dem Namen „Operation Saphira“, die das Bundesamt für Verfassungsschutz gemeinsam mit dem Thüringer LfV durchgeführt habe. Demnach wurden nach Abschluss der „Operation Rennsteig“ im Jahr 2003 weitere Neonazis vom BfV als Informanten rekrutiert. Insgesamt seien zwischen 2003 und 2005 rund 25 Rechtsextremisten kontaktiert worden.
Zwei Familien der Mordopfer erstatteten im Juli 2012 Strafanzeige gegen den Bundesverfassungsschutz. Der Verdacht lautet auf Strafvereitelung im Amt.
Zu „Fragen zur Rolle des Verfassungsschutzes“ lud der Ausschuss neben Fromm im Juli 2012 die folgenden fünf Zeugen vor:
Edgar Mittler, Kriminalhauptkommissar a. D., Markus Weber, Kriminalhauptkommissar, Josef Rainer Wolf, Oberstaatsanwalt a. D., Bert Gricksch, Kriminaloberrat, Wolfgang Cremer, ehemaliger Chef der Abteilung Rechtsextremismus beim Verfassungsschutz sowie Oberst H., Chef der Abteilung Extremismus- und Terrorismusabwehr beim MAD.
Im Herbst 2012 stellte Thüringens Innenminister Jörg Geibert dem Untersuchungsausschuss umfangreiche Akten mit ungeschwärzten Dokumenten des Thüringer Verfassungsschutzes zur Verfügung. Aus diesen Dokumenten gehen auch die Namen von Mitarbeitern der deutschen Verfassungsschutzbehörden hervor, die für den Einsatz von V-Leuten zuständig sind.
Edathy beklagte im Februar 2013, dass das Bundesinnenministerium jede Stellungnahme und Information zu einer Quelle über den V-Mann „Corelli“ verweigere und dessen Existenz nicht einmal bestätigen wolle. Nachdem Edathy mit dem Bundesverfassungsgericht gedroht hatte, konnten die Abgeordneten den Vorgesetzten von „Corelli“ nun doch in einer nicht-öffentlichen Sitzung befragen.
Der Sonderermittler Bernd von Heintschel-Heinegg attestierte Corelli aka Thomas Richter die Mitgliedschaft bei European White Knights of the Ku Klux Klan (EWK KKK), einen Ableger des rassistischen Geheimbundes Ku Klux Klan, wo er als Kleagle neue Mitglieder anwerben sollte. Er beschrieb ihn als führenden Kopf der rechten Szene Sachsen-Anhalts. Richter soll als Herausgeber der rassistischen Zeitung Nationaler Beobachter tätig gewesen sein und für das Magazin Der weiße Wolf geschrieben haben. Sein Name fand sich auf der 1998 in einer Garage in Jena gefundenen Adressliste von Uwe Mundlos, zu dem Corelli direkten Kontakt gehabt haben soll. Dies hatte der zum Zeitpunkt der Enttarnung und Befragung 38-jährige noch im Jahr 2012 abgestritten. Er befand sich in einem Zeugenschutzprogramm. Thomas Richter wurde am 7. April 2014 leblos in seiner Wohnung in Paderborn aufgefunden. Er starb wahrscheinlich infolge einer nicht diagnostizierten Diabetes. Am 4. April war im Google-Suchprogramm in Richters Wohnung die Anfrage „Wohin mit Magenschmerzen?“ eingegeben worden.
Nach Corellis Tod kam es zu einer Vielzahl unkoordinierter behördlicher Ermittlungen; die Experten des BfV kamen dabei zu anderen Einschätzungen als diejenigen des LfV Hamburg. Im Oktober 2014 setzte das Parlamentarische Kontrollgremium zur Untersuchung des NSU-Falls den ehemaligen Grünen-Abgeordneten Jerzy Montag als Sonderermittler ein.

### Ergebnisse
Am 22. August 2013 legte der Bundestagsausschuss einen 1357-seitigen Abschlussbericht vor. Die wichtigsten Ergebnisse waren:
1. Fehler in den Ermittlungen: Zum Beispiel mangelhafte Vorbereitung und Durchführung der Durchsuchungen in Jena am 26. Januar 1998, „diverse fachliche Defizite“ wie fehlende Anfragen, mangelnde Auswertung von Hinweisen, und eine „Überzeugung, dass Organisierte Kriminalität der Hintergrund der Taten gewesen sei“.
2. Fragwürdige Ermittlungsmethoden der Staatsorgane: Zum Beispiel wurden V-Männer als Journalisten eingesetzt.
3. Falscher Umgang mit den Angehörigen der Opfer: „Angehörige wurden verdächtigt, die Taten selbst in irgendeiner Weise mit verursacht zu haben“, „Geschwister der Mordopfer waren bei den Vernehmungen der Eltern als Übersetzer tätig.“
4. „Unbestreitbares Versagen“ des Verfassungsschutzes: Die Analysen seien „falsch und grob verharmlosend“ gewesen mit „fataler Unterschätzung und Bagatellisierung [des] Gefahrenpotenzial[s]“ des Trios.
5. V-Personen: „Aufwand und Ertrag des Einsatzes von V-Personen zur Aufklärung einer von Rechtsterrorismus ausgehenden Gefahr standen (…) in keinem Verhältnis.“
6. Keine Hinweise auf Beteiligung von Behörden: Der Ausschuss fand keine Hinweise darauf, dass Behörden den NSU gebilligt oder unterstützt hatten, mit Ausnahme der Verwendung der V-Personen.
7. Rolle der politisch Verantwortlichen: „Diverse Fehler und Versäumnisse, unabhängig von der jeweiligen Parteizugehörigkeit“: Zum Beispiel ließ sich der damalige bayerische Innenminister Günther Beckstein (CSU) trotz seiner Vermutung nach ausländerfeindlichem Hintergrund mit der Antwort der Polizei abspeisen, dass es „derzeit keine Anhaltspunkte dafür [gebe]“. Der nordrhein-westfälische Innenminister Fritz Behrens (SPD) und damalige Bundesinnenminister Otto Schily (SPD) hatten sich nicht näher mit den Hintergründen des Nagelbombenanschlag in Köln beschäftigt. Auch der nachfolgende Innenminister Wolfgang Schäuble (CDU) zeigte „kein Interesse für die Ermittlungen in der ‚Česká‘-Mordserie“ und beauftragte das Bundeskriminalamt 2006 trotz Anbitte nicht mit der zentralen Ermittlungsführung. Der frühere hessische Innenminister Volker Bouffier (CDU) erteilte im Fall des erschossenen Halit Yozgat V-Leuten des Verfassungsschutzes aus dem islamistischen und in einem Fall auch rechtsextremistischen Bereich keine Aussageerlaubnis.

### Empfehlungen
Empfehlungen für die Polizei:
- Rassistisch oder anderweitig politisch motivierte Gewaltkriminalität muss gründlich geprüft und nachvollziehbar dokumentiert werden. Tatmotiv per Opfer oder Zeugen muss verpflichtend aufgenommen und angemessen berücksichtigt werden.
- Ungeklärte Straftaten mit Verdacht auf Rechtsterrorismus, insbesondere zum NSU, sollten schnellstens vorangetrieben werden.
- Verbindlicher Informationsaustausch zwischen Polizei und Justiz
- „Interkulturelle Kompetenz“ Pflicht in der Polizeiausbildung
- Vielfalt der deutschen Gesellschaft sollte sich auch in der Polizei widerspiegeln.

Empfehlungen für die Justiz:
- „Für die Zuständigkeit des Generalbundesanwalts sollte der Gesetzgeber beim Erfordernis des Staatsschutzbezugs […] einen größeren Spielraum eröffnen.“
- Beweismaterial zu ungeklärten Verbrechen muss bis zum Ablauf der Verjährungsfrist aufgehoben werden.

Empfehlungen für den Verfassungsschutz:
- Informationen sollten „zentral zusammengeführt und auch tatsächlich gründlich ausgewertet werden“.
- „In den Verfassungsschutzbehörden wird ein umfassender Mentalitätswechsel und ein neues Selbstverständnis der Offenheit gebraucht – und keine ‚Schlapphut-Haltung‘ der Abschottung“,d. h. mehr Kenntnis,
- „Klare Vorgaben hinsichtlich der Auswahl und Eignung von Vertrauensleuten“ mit regelmäßigem Wechsel.
- Bessere Kontrolle über den Verfassungsschutz durch parlamentarische Kontrollgremien

### Kommentare zum Abschlussbericht
Der Vize-Präsident der Internationalen Liga für Menschenrechte Rolf Gössner teilte in einer Pressemitteilung zur Veröffentlichung des Abschlussberichts mit:

„Die parlamentarischen Kontrolleure blickten in unglaubliche Abgründe einer organisierten Verantwortungslosigkeit der Sicherheitsorgane. Entsprechend vernichtend fällt nun parteiübergreifend das Urteil aus, obwohl der Abschlussbericht nach vorläufiger Einschätzung keineswegs alle wesentlichen Fragen nach den Hintergründen der Mordserie beantworten kann und sich mit dem Problem des institutionellen Rassismus, der tief im staatlichen Handeln verwurzelt ist, zu wenig auseinandersetzt. Trotz des bisherigen Befunds sprechen Regierungspolitiker und Sicherheitspraktiker noch immer verharmlosend von Pannen, allenfalls von Unfähigkeit der Behörden; und leugnen damit die ideologischen Scheuklappen und den institutionellen Rassismus, die zu Fehleinschätzungen, Ignoranz, diskriminierenden Polizeiermittlungen im 'migrantischen Milieu' und systematischer Verharmlosung des Nazispektrums führten – begünstigt auch durch eine jahrzehntelang einseitig ausgerichtete Politik der „inneren Sicherheit“.“

Eva Högl, die Obfrau der SPD im ehemaligen NSU-Untersuchungsausschuss des Bundestags, distanzierte sich im Mai 2014 von Teilen des Abschlussberichts; wie auch Petra Pau (Obfrau der Linkspartei im Ausschuss) sowie Clemens Binninger (CDU-Obmann) zweifelte sie an der These des Terrortrios. Sie glaube nicht mehr daran, dass Kiesewetter zufällig Opfer der Rechtsterroristen geworden ist. Auch die Kontakte zwischen Ku-Klux-Klan, Verfassungsschutz und Polizei in Baden-Württemberg sowie Verbindungen nach Thüringen seien bislang nicht geklärt.
Im Juni 2013 wurde der NSU-Ausschuss des Bundestages für seine Arbeit mit dem Genç-Preis in der Kategorie Hoffnung ausgezeichnet.

## Zweiter Bundestagsausschuss (18. Bundestag)
Am 14. Oktober 2015 beantragten alle Fraktionen des 18. Deutschen Bundestages die Einsetzung eines weiteren NSU-Untersuchungsausschusses, um ausgehend von den Ergebnissen der unterschiedlichen Untersuchungsausschüsse offene Fragen auch hinsichtlich der Arbeit der Behörden zu klären.
Am 25. November 2015 hat sich der 2. NSU-Untersuchungsausschuss des deutschen Bundestages unter dem Namen „Terrorgruppe NSU II“ getroffen. Vorsitzender ist Clemens Binninger (CDU). Rechtsradikalismusexperten, die Ombudsfrau für die Hinterbliebenen der NSU-Opfer, Barbara John, der Journalist Frank Jansen und der Sachbuchautor Dirk Laabs wurden zur Anhörung geladen. Die öffentlichen Sitzungen waren am 10. März 2017 beendet. Über die Inhalte der Sitzungen informierten die Aktuellen Meldungen des Deutschen Bundestags, z. B. Binningers Kritik an mangelnden Ermittlungen zu Zschäpes 42 bekannten Handynummern, oder Verwunderung über schnellen Informationsfluss der Polizei beim letzten Banküberfall in Arnstadt. Der mehr als 1800 Seiten umfassende Abschlussbericht wurde im 27. Juni 2017 an Bundestagspräsident Norbert Lammert übergeben. Weiterhin drängende Fragen blieben laut dem Ausschussvorsitzenden Clemens Binninger offen. Über das weitere Vorgehen waren die Fraktionen uneinig.

## Thüringen

### Erster Untersuchungsausschuss (5. Thüringer Landtag)
Der Thüringer Untersuchungsausschuss „Rechtsterrorismus und Behördenhandeln“ begann seine Arbeit am 16. Februar 2012. Er hatte die folgenden Mitglieder:
| Mitglieder des Untersuchungsausschusses | Mitglieder des Untersuchungsausschusses | Mitglieder des Untersuchungsausschusses |
| Funktion                                | Name                                    | Partei                                  |
| --------------------------------------- | --------------------------------------- | --------------------------------------- |
| Vorsitzende                             | Dorothea Marx                           | SPD                                     |
| Stellvertretender Vorsitzender          | Jörg Kellner                            | CDU                                     |
| Mitglied                                | Marion Walsmann                         | CDU                                     |
| Mitglied                                | Beate Meißner                           | CDU                                     |
| Mitglied                                | Martina Renner                          | Die Linke                               |
| Mitglied                                | Katharina König-Preuss                  | Die Linke                               |
| Mitglied                                | Heinz Untermann                         | FDP                                     |
| Mitglied                                | Dirk Adams                              | Grüne                                   |
| Mitglied                                | Peter Metz                              | SPD                                     |

Vier Berichte wurden veröffentlicht:
1. der Abschlussbericht der sogenannten „Schäfer-Kommission“, von Thüringens Innenminister Jörg Geibert eingesetzt, unter Leitung des ehemaligen Bundesrichters Gerhard Schäfer, die die Ermittlungsarbeit der Behörden zum rechtsextremen Terror-Trio untersuchte,[42]
2. der Bericht der Parlamentarischen Kontrollkommission des Thüringer Landtages[43]
3. der Zwischenbericht des Thüringer NSU-Untersuchungsausschusses,[44] der auf 554 Seiten detailliert Recherchen wiedergibt, und
4. der 1.898-seitige Abschlussbericht vom 21. August 2014, nach zweieinhalbjähriger Arbeit an Landtagspräsidentin Birgit Diezel übergeben.

Der Ausschuss tagte in insgesamt 68 Sitzungen, hörte 123 Zeugen und Sachverständige, sichtete 11.681 Akten und organisierte eine Ausstellung darüber im Thüringer Landtag.

### Zweiter Untersuchungsausschuss (6. Thüringer Landtag)
Nach der thüringischen Landtagswahl im September 2014 beschloss der neu zusammengetretene Landtag die Fortsetzung des NSU-Untersuchungsausschusses mit dem Auftrag, „gründliche und größtmögliche Aufklärung zu leisten, die notwendigen Schlüsse zu ziehen und der besonderen Verantwortung, die Thüringen zukommt, gerecht zu werden“. Seit Mitte 2015 beschäftigt sich der Ausschuss ausführlich mit den Todesumständen von Uwe Mundlos und Uwe Böhnhardt am 4. November 2011 in Eisenach-Stregda. Die Hypothese der Ermittlungsbehörden, dass es sich um einen Suizid gehandelt habe, wird dabei überprüft, da nach den Ergebnissen des ersten Thüringer Untersuchungsausschusses neun Indizien dagegen sprechen.
| Mitglieder des Untersuchungsausschusses | Mitglieder des Untersuchungsausschusses | Mitglieder des Untersuchungsausschusses |
| Funktion                                | Name                                    | Partei                                  |
| --------------------------------------- | --------------------------------------- | --------------------------------------- |
| Vorsitzende                             | Dorothea Marx                           | SPD                                     |
| Stellvertretender Vorsitzender          | Marcus Malsch                           | CDU                                     |
| Mitglied                                | Jörg Kellner                            | CDU                                     |
| Mitglied                                | Christian Herrgott                      | CDU                                     |
| Mitglied                                | Christoph Zippel                        | CDU                                     |
| Mitglied                                | Steffen Dittes                          | Die Linke                               |
| Mitglied                                | Dieter Hausold                          | Die Linke                               |
| Mitglied                                | Katharina König-Preuss                  | Die Linke                               |
| Mitglied                                | Birgit Pelke                            | SPD                                     |
| Mitglied                                | Björn Höcke                             | AfD                                     |
| Mitglied                                | Madeleine Henfling                      | Grüne                                   |

## Sachsen

### Erster Untersuchungsausschuss (5. sächsischer Landtag)
In Sachsen trat am 17. April 2012 der 3. Untersuchungsausschuss der 5. Legislaturperiode mit der Bezeichnung „Neonazistische Terrornetzwerke in Sachsen“ zusammen. Er tagte in monatlichen nicht-öffentlichen Sitzungen. Mit 19 Mitgliedern war er der größte Untersuchungsausschuss. Die Grünen haben auf ihrer Webseite Beweisanträge und kleine Anfragen veröffentlicht. Der Vorsitzende des ersten Bundestagsausschusses, Sebastian Edathy, hatte es 2012 von vornherein abgelehnt, mit dem sächsischen Untersuchungsausschuss zusammenzuarbeiten, weil die NPD darin einen Sitz hat. Mit dem Ende der Legislaturperiode endete zunächst auch der Untersuchungsausschuss, ohne einen Bericht vorgelegt zu haben.
| Mitglieder des 3. Untersuchungsausschusses der 5. Legislaturperiode (2012–2014) | Mitglieder des 3. Untersuchungsausschusses der 5. Legislaturperiode (2012–2014) | Mitglieder des 3. Untersuchungsausschusses der 5. Legislaturperiode (2012–2014) |
| Funktion                                                                        | Name                                                                            | Partei                                                                          |
| ------------------------------------------------------------------------------- | ------------------------------------------------------------------------------- | ------------------------------------------------------------------------------- |
| Vorsitzender                                                                    | Patrick Schreiber                                                               | CDU                                                                             |
| Mitglied                                                                        | Thomas Colditz                                                                  | CDU                                                                             |
| Mitglied                                                                        | Iris Firmenich                                                                  | CDU                                                                             |
| Mitglied                                                                        | Sebastian Fischer                                                               | CDU                                                                             |
| Mitglied                                                                        | Christian Hartmann                                                              | CDU                                                                             |
| Mitglied                                                                        | Svend-Gunnar Kirmes                                                             | CDU                                                                             |
| Mitglied                                                                        | Aloysius Mikwauschk                                                             | CDU                                                                             |
| Mitglied                                                                        | Christian Piwarz                                                                | CDU                                                                             |
| Mitglied                                                                        | Peter Schowtka                                                                  | CDU                                                                             |
| Mitglied                                                                        | Klaus Bartl                                                                     | Die Linke                                                                       |
| Mitglied                                                                        | Freya-Maria Klinger                                                             | Die Linke                                                                       |
| Mitglied                                                                        | Kerstin Köditz                                                                  | Die Linke                                                                       |
| Mitglied                                                                        | Falk Neubert                                                                    | Die Linke                                                                       |
| Mitglied                                                                        | Sabine Friedel                                                                  | SPD                                                                             |
| Mitglied                                                                        | Karl Nolle                                                                      | SPD                                                                             |
| Mitglied                                                                        | Carsten Biesok                                                                  | FDP                                                                             |
| Mitglied                                                                        | Benjamin Karabinski                                                             | FDP                                                                             |
| Mitglied                                                                        | Miro Jennerjahn                                                                 | Grüne                                                                           |
| Mitglied                                                                        | Arne Schimmer                                                                   | NPD                                                                             |

| Mitglieder des 1. Untersuchungsausschusses der 6. Legislaturperiode (seit 2014) | Mitglieder des 1. Untersuchungsausschusses der 6. Legislaturperiode (seit 2014) | Mitglieder des 1. Untersuchungsausschusses der 6. Legislaturperiode (seit 2014) |
| Funktion                                                                        | Name                                                                            | Partei                                                                          |
| ------------------------------------------------------------------------------- | ------------------------------------------------------------------------------- | ------------------------------------------------------------------------------- |
| Vorsitzender                                                                    | Lars Rohwer                                                                     | CDU                                                                             |
| Stellv. Vorsitzende                                                             | Kerstin Köditz                                                                  | Die Linke                                                                       |
| Mitglied                                                                        | Christian Hartmann                                                              | CDU                                                                             |
| Mitglied                                                                        | Steve Johannes Ittershagen                                                      | CDU                                                                             |
| Mitglied                                                                        | Jan Löffler                                                                     | CDU                                                                             |
| Mitglied                                                                        | Andreas Nowak                                                                   | CDU                                                                             |
| Mitglied                                                                        | Gerald Otto                                                                     | CDU                                                                             |
| Mitglied                                                                        | Christian Piwarz                                                                | CDU                                                                             |
| Mitglied                                                                        | Patrick Schreiber                                                               | CDU                                                                             |
| Mitglied                                                                        | Oliver Wehner                                                                   | CDU                                                                             |
| Mitglied                                                                        | Lutz Richter                                                                    | Die Linke                                                                       |
| Mitglied                                                                        | André Schollbach                                                                | Die Linke                                                                       |
| Mitglied                                                                        | Mirko Schultze                                                                  | Die Linke                                                                       |
| Mitglied                                                                        | Sabine Friedel                                                                  | SPD                                                                             |
| Mitglied                                                                        | Albrecht Pallas                                                                 | SPD                                                                             |
| Mitglied                                                                        | André Barth                                                                     | AfD                                                                             |
| Mitglied                                                                        | Carsten Hütter                                                                  | AfD                                                                             |
| Mitglied                                                                        | Valentin Lippmann                                                               | Grüne                                                                           |

Bis Ende Oktober 2013 wurden zehn Zeugen vernommen. Der sächsische Landtag veröffentlichte im Juni 2012 zwei Berichte:
1. „Bericht der Parlamentarischen Kontrollkommission des Sächsischen Landtages über Aktivitäten des Verfassungsschutzes in Sachsen bei der Suche nach dem rechtsextremen Terror-Trio“[47] und
2. „Bericht des Innenministeriums des Freistaates Sachsen an den Innenausschuss des sächsischen Landtages zum Fallkomplex Nationalsozialistischer Untergrund“.[51]

An diesem Bericht kritisierte die SPD-Fraktion „[k]lägliche 20 Seiten“, von denen nur drei „Maßnahmen der sächsischen Polizei“ behandelten, aber keine Analyse geleistet und kein Zusammenhang ermittelt werde. Davon gehe die verharmlosende Botschaft aus: „Wir können nichts dafür. Wir haben nichts gewusst. Die anderen sind schuld.“

### Zweiter Untersuchungsausschuss (6. sächsischer Landtag)
Nach der Landtagswahl 2014 wurde wieder ein Untersuchungsausschuss zum selben Thema – der 1. der 6. Legislaturperiode – eingerichtet. Mittlerweile liegt der Abschlussbericht sowie ein Minderheitenvotum der Fraktionen der Linken und der Grünen vor. Dem Untersuchungsausschuss gehörten 18 Mitglieder an.

## Bayern

### Erster Untersuchungsausschuss (16. bayerischer Landtag)
Der bayerische Untersuchungsausschuss „Rechtsterrorismus in Bayern – NSU“ begann am 5. Juli 2012 in München. Die nach dem Sainte-Laguë-Verfahren ausgesuchten neun Mitglieder und drei Sachverständigen waren:
| Mitglieder des Untersuchungsausschusses | Mitglieder des Untersuchungsausschusses | Mitglieder des Untersuchungsausschusses |
| Funktion                                | Name                                    | Partei                                  |
| --------------------------------------- | --------------------------------------- | --------------------------------------- |
| Vorsitzender                            | Franz Schindler                         | SPD                                     |
| Mitglied                                | Winfried Bausback                       | CSU                                     |
| Mitglied                                | Otmar Bernhard                          | CSU                                     |
| Mitglied                                | Manfred Ländner                         | CSU                                     |
| Mitglied                                | Martin Neumeyer                         | CSU                                     |
| Mitglied                                | Helga Schmitt-Bussinger                 | SPD                                     |
| Mitglied                                | Michael Piazolo                         | Freie Wähler                            |
| Mitglied                                | Susanna Tausendfreund                   | Bündnis 90/Die Grünen                   |
| Mitglied                                | Andreas Fischer                         | FDP                                     |

| Sachverständige | Sachverständige                                      | Sachverständige |
| Name            | Tätigkeit                                            |                 |
| --------------- | ---------------------------------------------------- | --------------- |
| Hajo Funke      | Politikwissenschaftler der Freien Universität Berlin |                 |
| Steffen Kailitz | Hannah-Arendt-Institut für Totalitarismusforschung   |                 |
| Andrea Röpke    | Journalistin und Diplom-Politologin                  |                 |

Die zwei wesentlichen Themen waren:
1. Welche rechtsextremistischen Strukturen und Aktivitäten sind im Zeitraum vom 1. Januar 1994 bis 4. Juli 2012 in Bayern und länderübergreifend festgestellt worden und welche Maßnahmen haben bayerische Sicherheitsbehörden mit welchen Ergebnissen ergriffen?
2. Mordanschläge in Bayern. Die circa 200 Detailfragen sind auf 12 Seiten nachzulesen.[54]

Nach 31 teils öffentlichen, teils geheimen Sitzungen über ein Jahr hinweg wurde ein 262-seitiger Bericht, der Schlussbericht, dem Bayerischen Landtag am 17. Juli 2013 vorgelegt. Dem Bericht zufolge wurden 55 Personen vernommen, davon 24 auch nicht öffentlich.

### Zweiter Untersuchungsausschuss (18. bayerischer Landtag)
Am 14. März 2022 beantragten Bündnis 90/Die Grünen und die SPD im Bayerischen Landtag die Einsetzung eines zweiten Untersuchungsausschusses zur weiteren Aufklärung des NSU-Komplexes. Untersucht werden sollten mit einem umfangreichen Fragenkatalog offene Fragen und mögliche Fehler der bayerischen Behörden im Zusammenhang mit der Aufklärung der Mord- und Sprengstoffanschläge, bei der Aufklärung von möglichen den NSU unterstützenden Handlungen durch Rechtsextremisten, bei der Aufklärung der Rolle von V-Leuten, bei den Ermittlungen zum sogenannten Taschenlampenattentat auf die Gaststätte „Sonnenschein“ in Nürnberg und bei der Aufklärung von Kontinuitäten und Verbindungen zwischen dem NSU, seinem Umfeld und aktuellen rechtsextremen und rechtsterroristischen Bestrebungen.
In Folge dieser Beantragung einigten sich Bündnis 90/Die Grünen und SPD mit CSU, Freien Wählern und FDP auf einen gemeinsamen Änderungsantrag, so dass alle demokratischen Fraktionen im Bayerischen Landtag ohne die AfD zusammen den Untersuchungsausschuss beantragten.
Am 19. Mai 2022 wurde die Einsetzung des Untersuchungsausschusses durch alle Fraktionen beschlossen. Am selben Tag fand die konstituierende Sitzung des Ausschusses statt.
| Mitglieder des Untersuchungsausschusses | Mitglieder des Untersuchungsausschusses | Mitglieder des Untersuchungsausschusses |
| Funktion                                | Name                                    | Partei                                  |
| --------------------------------------- | --------------------------------------- | --------------------------------------- |
| Vorsitzender                            | Toni Schuberl                           | Bündnis 90/Die Grünen                   |
| Stellv. Vorsitzender                    | Josef Schmid                            | CSU                                     |
| Mitglied                                | Dr. Petra Loibl                         | CSU                                     |
| Mitglied                                | Dr. Stephan Oetzinger                   | CSU                                     |
| Mitglied                                | Norbert Dünkel                          | CSU                                     |
| Mitglied                                | Holger Dremel                           | CSU                                     |
| Mitglied                                | Cemal Bozoğlu                           | Bündnis 90/Die Grünen                   |
| Mitglied                                | Wolfgang Hauber                         | Freie Wähler                            |
| Mitglied                                | Arif Taşdelen                           | SPD                                     |
| Mitglied                                | Matthias Fischbach                      | FDP                                     |
| Mitglied                                | Richard Graupner                        | AfD                                     |

## Nordrhein-Westfalen
Im Juni 2014 sprachen sich alle Fraktionen des Landtags NRW für einen Ausschuss aus. Der Anstoß dazu kam ursprünglich von der Piratenpartei, wurde dann von der CDU aufgenommen, der gemäß „der Bundestag zu wenig Zeit für die Aufarbeitung der einzelnen Anschläge gehabt habe“. Die SPD, Grüne und FDP hatten bislang bezweifelt, dass ein Ausschuss zu neuen Erkenntnissen führen könnte. Am 5. November 2014 stimmten alle Fraktionen der Einsetzung eines Parlamentarischen NSU-Untersuchungsausschusses zu, der vor allem die zwei Sprengstoffanschläge in Köln 2001 und 2004 und den Mord an Kioskbesitzer Mehmet Kubaşık in Dortmund im Jahr 2006 anvisiert. Ziel ist es, mögliche Fehler der nordrhein-westfälischen Sicherheits- und Justizbehörden, Ministerien und weiterer Verantwortlicher aufzuklären. Ausschussvorsitzende war bis März 2015 Nadja Lüders. Sie trat zurück, nachdem bekannt geworden war, dass sie 1999 den späteren Polizistenmörder Michael Berger (siehe Polizistenmorde von Dortmund und Waltrop) nach einer Kündigung als Anwältin vertreten hatte. Im April 2015 wurde Sven Wolf als neuer Vorsitzender berufen.
| \| Mitglieder des Untersuchungsausschusses \| Mitglieder des Untersuchungsausschusses \| Mitglieder des Untersuchungsausschusses \| \| Funktion \| Name \| Partei \| \| ---------------------------------------------------------- \| --------------------------------------- \| --------------------------------------- \| \| Vorsitzende (bis März 2015) Vorsitzender (seit April 2015) \| Nadja Lüders Sven Wolf \| SPD \| \| Stellvertretender Vorsitzender \| Peter Biesenbach \| CDU \| \| Mitglied \| Walburga Benninghaus \| SPD \| \| Mitglied \| Andreas Bialas \| SPD \| \| Mitglied \| Andreas Kossiski \| SPD \| \| Mitglied \| Thomas Stotko \| SPD \| \| Mitglied \| Ibrahim Yetim \| SPD \| \| Mitglied \| Serap Güler \| CDU \| \| Mitglied \| Heiko Hendriks \| CDU \| \| Mitglied \| Monika Düker \| Grüne \| \| Mitglied \| Verena Schäffer \| Grüne \| \| Mitglied \| Joachim Stamp \| FDP \| \| Mitglied \| Birgit Rydlewski \| Piraten \| |                        |         |
| Mitglieder des Untersuchungsausschusses |                        |         |
| Funktion | Name                   | Partei  |
| Vorsitzende (bis März 2015) Vorsitzender (seit April 2015) | Nadja Lüders Sven Wolf | SPD     |
| Stellvertretender Vorsitzender | Peter Biesenbach       | CDU     |
| Mitglied | Walburga Benninghaus   | SPD     |
| Mitglied | Andreas Bialas         | SPD     |
| Mitglied | Andreas Kossiski       | SPD     |
| Mitglied | Thomas Stotko          | SPD     |
| Mitglied | Ibrahim Yetim          | SPD     |
| Mitglied | Serap Güler            | CDU     |
| Mitglied | Heiko Hendriks         | CDU     |
| Mitglied | Monika Düker           | Grüne   |
| Mitglied | Verena Schäffer        | Grüne   |
| Mitglied | Joachim Stamp          | FDP     |
| Mitglied | Birgit Rydlewski       | Piraten |

## Baden-Württemberg
Da auch in Baden-Württemberg Ermittlungspannen und Ungereimtheiten bekannt wurden, insbesondere im Zusammenhang mit dem Mord an der Polizistin Michèle Kiesewetter am 25. April 2007 in Heilbronn (Nutzung genetisch verunreinigter Wattestäbchen durch die Spurensicherung; Versäumnis das private E-Mail-Postfach der Ermordeten auszuwerten, bevor die Daten gelöscht wurden; Nichtbeachtung von Zeugenaussagen) forderten unter anderem die Jusos, die Grüne Jugend, und die Vereinigung der Verfolgten des Naziregimes – Bund der Antifaschistinnen und Antifaschisten (VVN-BdA) Baden-Württemberg, einen Untersuchungsausschuss einzurichten. Innenminister Reinhold Gall (SPD) war beauftragt bis Ende 2013 alle Ergebnisse über Rechtsterroristen zusammenzutragen. Im Januar 2014 wurde ein 169-seitiger Bericht zu den Kontakten der NSU-Mitglieder in den Südwesten veröffentlicht, der Kiesewetter als Zufallsopfer von zwei Rechtsterroristen bezeichnet und keine Beweise für ein NSU-Unterstützernetzwerk im Südwesten fand. Die SPD hatte eine Enquete-Kommission befürwortet, während die Grünen einen Sonderausschuss mit den Möglichkeiten der Aufarbeitung favorisierten. Der Vorsitzende dieser Enquetekommission, Willi Halder von den Grünen, trat im Oktober 2014 zurück, weil er ein Gutachten der Landtagsverwaltung zunächst nur an zwei grüne Landtagsabgeordnete weitergegeben
hatte. Nachdem die Enquete-Kommission gescheitert war, sprach sich auch SPD-Landtagsfraktionschef Schmiedel für einen Untersuchungsausschuss aus.

### Erster Untersuchungsausschuss (15. Wahlperiode)
Im November 2014 entschieden sich Baden-Württembergs Landtagsabgeordnete für die Einsetzung eines Untersuchungsausschusses („Die Aufarbeitung der Kontakte und Aktivitäten des Nationalsozialistischen Untergrunds (NSU) in Baden-Württemberg und die Umstände der Ermordung der Polizeibeamtin M. K.“). Der SPD-Politiker Wolfgang Drexler war der Vorsitzende, Thomas Blenke (CDU) sein Stellvertreter. Im Januar 2015 sagten die vor diesen Ausschuss geladenen Angehörigen des ersten Bundestags-Untersuchungsausschusses Clemens Binninger (CDU) und Eva Högl (SPD) aus, die Polizistin Michèle Kiesewetter sei 2007 ihrer Meinung nach gezielt vom NSU ermordet worden. Die Untersuchungen wurden so eingerichtet, dass der Abschlussbericht im Januar 2016 noch vor der Landtagswahl im März vorgestellt werden konnte. Dabei wurden viele der Komplexe nicht abschließend behandelt, auf einige ungeklärte Fragen – die für Spekulationen gesorgt hatten – aber vorläufige Antworten gegeben: Es hätten sich keine Anzeichen herausgestellt, dass die Mörder Kiesewetters nicht Böhnhardt und Mundlos seien oder dass der Ku-Klux-Klan in die Ausführung involviert war. Beim Tod des mutmaßlichen Zeugen des Kiesewetter-Mordes – Florian Heilig verbrannte kurz vor einer geplanten Vernehmung in seinem Pkw – gebe es keine Hinweise für Fremdverschulden.
Die Ausschussmitglieder empfahlen einen diese Arbeit fortsetzenden zweiten NSU-Untersuchungsausschuss im nach der Wahl neu zusammengetretenen Landtag.
| \| Mitglieder des Untersuchungsausschusses \| Mitglieder des Untersuchungsausschusses \| Mitglieder des Untersuchungsausschusses \| \| Funktion \| Name \| Partei \| \| --------------------------------------- \| --------------------------------------- \| --------------------------------------- \| \| Vorsitzender \| Wolfgang Drexler \| SPD \| \| Stellvertretender Vorsitzender \| Thomas Blenke \| CDU \| \| Mitglied \| Arnulf Freiherr von Eyb \| CDU \| \| Mitglied \| Friedlinde Gurr-Hirsch \| CDU \| \| Mitglied \| Matthias Pröfrock \| CDU \| \| Mitglied \| Jürgen Filius \| Grüne \| \| Mitglied \| Petra Häffner \| Grüne \| \| Mitglied \| Alexander Salomon \| Grüne \| \| Mitglied \| Rita Haller-Haid \| SPD \| \| Mitglied \| Nikolaos Sakellariou \| SPD \| \| Mitglied \| Ulrich Goll \| FDP \| |                         |        |
| Mitglieder des Untersuchungsausschusses |                         |        |
| Funktion | Name                    | Partei |
| Vorsitzender | Wolfgang Drexler        | SPD    |
| Stellvertretender Vorsitzender | Thomas Blenke           | CDU    |
| Mitglied | Arnulf Freiherr von Eyb | CDU    |
| Mitglied | Friedlinde Gurr-Hirsch  | CDU    |
| Mitglied | Matthias Pröfrock       | CDU    |
| Mitglied | Jürgen Filius           | Grüne  |
| Mitglied | Petra Häffner           | Grüne  |
| Mitglied | Alexander Salomon       | Grüne  |
| Mitglied | Rita Haller-Haid        | SPD    |
| Mitglied | Nikolaos Sakellariou    | SPD    |
| Mitglied | Ulrich Goll             | FDP    |

### Zweiter Untersuchungsausschuss (16. Wahlperiode)
Der zweite Untersuchungsausschuss wurde am 20. Juli 2016 eingesetzt und trug den vollständigen Titel „Das Unterstützerumfeld des Nationalsozialistischen Untergrunds (NSU) in Baden-Württemberg und Fortsetzung der Aufarbeitung des Terroranschlags auf die Polizeibeamten M. K. und M. A. (Rechtsterrorismus/NSU BW II)“. Der Landtag veröffentlichte die Tagesordnungen und Protokolle der Zeugenvernehmungen, NSU-Watch Baden-Württemberg sowie die Initiative Die Anstifter begleiteten den Ausschuss mit Dokumentation und vertiefender Recherche. Die Beweisaufnahme wurde am 9. Oktober 2018 nach 26 Sitzungen abgeschlossen, in denen 90 Zeugen und Sachverständige gehört und 1300 Aktenordner bearbeitet wurden. Anders als im ersten NSU-Ausschuss des Landtages wird es keinen gemeinsamen Abschlussbericht geben, da die AfD-Fraktion im Landtag ein Sondervotum abgibt. Während die AfD keine eindeutigen Beweise sieht, dass Mundlos und Böhnhardt den Polizistenmord von Heilbronn begangen haben, sehen die Vertreter aller anderen Fraktionen ihre Täterschaft als erwiesen an. Sie haben erklärt, dass Hypothesen über eine Verwicklung von ausländischen Geheimdiensten und Islamisten durch die Ausschussarbeit widerlegt worden seien. Es gibt Gespräche über einen möglichen dritten NSU-Ausschuss in Baden-Württemberg, insbesondere wegen der ungeklärten Frage, ob es weitere, bisher unbekannte Täter in Heilbronn gegeben hat.
| \| Mitglieder des Untersuchungsausschusses \| Mitglieder des Untersuchungsausschusses \| Mitglieder des Untersuchungsausschusses \| \| Funktion \| Name \| Partei \| \| --------------------------------------- \| --------------------------------------- \| --------------------------------------- \| \| Vorsitzender \| Wolfgang Drexler \| SPD \| \| Stellvertretende Vorsitzende \| Petra Häffner \| Grüne \| \| Mitglied \| Susanne Bay \| Grüne \| \| Mitglied \| Jürgen Filius \| Grüne \| \| Mitglied \| Alexander Salomon \| Grüne \| \| Mitglied \| Thomas Blenke \| CDU \| \| Mitglied \| Arnulf Freiherr von Eyb \| CDU \| \| Mitglied \| Marion Gentges \| CDU \| \| Mitglied \| Christine Neumann \| CDU \| \| Mitglied \| Boris Weirauch \| SPD \| \| Mitglied \| Nico Weinmann \| FDP \| \| Mitglied \| Christina Baum \| AfD \| |                         |        |
| Mitglieder des Untersuchungsausschusses |                         |        |
| Funktion | Name                    | Partei |
| Vorsitzender | Wolfgang Drexler        | SPD    |
| Stellvertretende Vorsitzende | Petra Häffner           | Grüne  |
| Mitglied | Susanne Bay             | Grüne  |
| Mitglied | Jürgen Filius           | Grüne  |
| Mitglied | Alexander Salomon       | Grüne  |
| Mitglied | Thomas Blenke           | CDU    |
| Mitglied | Arnulf Freiherr von Eyb | CDU    |
| Mitglied | Marion Gentges          | CDU    |
| Mitglied | Christine Neumann       | CDU    |
| Mitglied | Boris Weirauch          | SPD    |
| Mitglied | Nico Weinmann           | FDP    |
| Mitglied | Christina Baum          | AfD    |

## Hessen
Nach monatelangen Diskussionen setzte der hessische Landtag 2015 einen NSU-Untersuchungsausschuss ein. Die schwarz-grüne Regierungskoalition lehnte ihn zunächst ab, weil der Bundestagsuntersuchungsausschuss bereits aufgeklärt habe. Sie favorisierte eine Expertenkommission, die Reformvorschläge für die Sicherheitsbehörden erarbeiten sollte. Die SPD und Linke drängten auf weitere Aufklärung. Auf Antrag der SPD-Fraktion setzte der hessische Landtag im Mai 2014 einen Untersuchungsausschuss ein, der die Zusammenarbeit der Bundes- und Länderbehörden in Bezug zum Mord an Halit Yozgat in Kassel untersuchen soll. SPD und Linke stimmten für den Antrag. CDU, Grüne und FDP enthielten sich, da der Ausschuss „nicht zielführend“ sei. Die erste öffentliche Sitzung fand am 19. Februar 2015 in Wiesbaden statt.
Die Untersuchung, die bis März 2018 lief, war von parteipolitischem Streit überlagert, da der aktuelle Ministerpräsident Volker Bouffier als Innenminister zu den Ermittlungen zum Mord an Halit Yozgat Entscheidungen getroffen hatte, die der Ausschuss beleuchtete. Insbesondere wegen der unterschiedlichen Beurteilung des Verhaltens Bouffiers in diesem Zusammenhang kamen die Parteien zu keinem gemeinsamen Abschlussbericht. Allein eine etwa 50-seitige Präambel, in der die rechte Szene in Nordhessen dargestellt und die Opferangehörigen um Entschuldigung gebeten werden, wurde im Juni 2018 im Konsens beschlossen. Der restliche Abschlussbericht wurde von CDU und Grünen am 17. Juli 2018 beschlossen. SPD, Linke und FDP legten jeweils abweichende Berichte vor, in denen sie unter anderem kritisierten, dass das Parlament nicht ausreichend dazu in der Lage gewesen sei, den Verfassungsschutz zu kontrollieren.
| \| Mitglieder des Untersuchungsausschusses \| Mitglieder des Untersuchungsausschusses \| Mitglieder des Untersuchungsausschusses \| \| Funktion \| Name \| Partei \| \| --------------------------------------- \| --------------------------------------- \| --------------------------------------- \| \| Vorsitzender \| Hartmut Honka \| CDU \| \| Stellvertretender Vorsitzender \| Günter Rudolph \| SPD \| \| Mitglied \| Alexander Bauer \| CDU \| \| Mitglied \| Holger Bellino \| CDU \| \| Mitglied \| Andreas Hofmeister \| CDU \| \| Mitglied \| Joachim Veyhelmann \| CDU \| \| Mitglied \| Tobias Eckert \| SPD \| \| Mitglied \| Nancy Faeser \| SPD \| \| Mitglied \| Lisa Gnadl \| SPD \| \| Mitglied \| Jürgen Frömmrich \| Grüne \| \| Mitglied \| Daniel May \| Grüne \| \| Mitglied \| Hermann Schaus \| Die Linke \| \| Mitglied \| René Rock \| FDP \| |                    |           |
| Mitglieder des Untersuchungsausschusses |                    |           |
| Funktion | Name               | Partei    |
| Vorsitzender | Hartmut Honka      | CDU       |
| Stellvertretender Vorsitzender | Günter Rudolph     | SPD       |
| Mitglied | Alexander Bauer    | CDU       |
| Mitglied | Holger Bellino     | CDU       |
| Mitglied | Andreas Hofmeister | CDU       |
| Mitglied | Joachim Veyhelmann | CDU       |
| Mitglied | Tobias Eckert      | SPD       |
| Mitglied | Nancy Faeser       | SPD       |
| Mitglied | Lisa Gnadl         | SPD       |
| Mitglied | Jürgen Frömmrich   | Grüne     |
| Mitglied | Daniel May         | Grüne     |
| Mitglied | Hermann Schaus     | Die Linke |
| Mitglied | René Rock          | FDP       |

## Brandenburg
In Brandenburg haben sich Planungen für einen Landtags-Untersuchungsausschuss im Frühjahr 2016 konkretisiert. Die rot-rote Regierungskoalition signalisierte im März 2016 Zustimmung zu einem Antrag der Fraktionen von CDU und Grünen, einen Ausschuss einzusetzen. Am 29. April 2016 beschloss der Landtag Brandenburg die Einsetzung eines Untersuchungsausschusses zur „Organisierten rechtsextremen Gewalt und Behördenhandeln, vor allem zum Komplex Nationalsozialistischer Untergrund (NSU)“. Die konstituierende Sitzung fand im Juli 2016 statt; Ausschussvorsitzender ist Holger Rupprecht (SPD). Das von der AfD-Fraktion vorgeschlagene Ausschussmitglied Andreas Galau sorgte für Aufsehen, da er als früheres Mitglied der rechtspopulistischen Partei Die Republikaner von den übrigen Landtagsfraktionen nicht als geeignet für diese Aufgabe angesehen wird.
In diesem Gremium werden Versäumnisse des brandenburgischen Landes-Verfassungsschutzes aufgearbeitet. Dabei geht es vor allem um den früheren V-Mann Carsten Szczepanski (Deckname „Piatto“; Näheres bei dessen damaligem V-Mann-Führer Gordian Meyer-Plath), der in den 1990er Jahren enge Kontakte zur Thüringer rechtsextremen Szene hatte. Szczepanski hatte 1998 die Behörde auf Waffenbeschaffung für die untergetauchten drei mutmaßlichen NSU-Mitglieder aufmerksam gemacht, eine Information, die offenbar nicht in ausreichender Weise weitergegeben wurde.

## Mecklenburg-Vorpommern
In Mecklenburg-Vorpommern arbeiteten die oppositionellen Landtagsfraktionen der Linkspartei und von Bündnis 90/Die Grünen Anfang 2013 den Einsetzungsbeschluss für einen Untersuchungsausschuss zu ungeklärten NSU-Fragen im Bundesland aus und hätten für die Einsetzung parlamentarisch genügend Stimmen gehabt, was jedoch am Rückzug der Grünen scheiterte. Daraufhin forderte die Linksfraktion immer wieder einen NSU-Untersuchungsausschuss, zuletzt im November 2016 kurz nach dem Zusammentritt des 7. Landtags, da die anderweitigen Aufklärungsmöglichkeiten des Parlaments erschöpft seien. Stattdessen verständigte sich die regierende Große Koalition mit der Linksfraktion darauf, im März 2017 einen Unterausschuss des Landtags-Innenausschusses zur Untersuchung des NSU-Terrors einzusetzen – der Sachverständige anhören kann, aber nicht, wie ein Untersuchungsausschuss, mit eigenen Ermittlungskompetenzen ausgestattet ist. Zudem kann dieser Unterausschuss keine Zeugen befragen und tagt nicht öffentlich, weshalb die Linksfraktion eine – umstrittene – Informationsseite dazu online gestellt hat. Da sowohl das Oberlandesgericht München (NSU-Prozess) als auch die Bundesanwaltschaft dem Unterausschuss Akteneinsicht verweigerten, brachte die regierende SPD-Fraktion Ende Juli 2017 den Vorschlag auf, den (aus Kostengründen initiierten) Unterausschuss in einen Untersuchungsausschuss umzuwandeln, was die Linksfraktion begrüßte, während die AfD-Fraktion dies für unnötig hielt. Auch der NSU-Experte Dirk Laabs plädierte bei seiner Anhörung im Unterausschuss im Oktober 2017 für einen Untersuchungsausschuss, der von der Unterausschussvorsitzenden Susann Wippermann im November 2017 für das kommende Jahr angekündigt wurde.
Der Untersuchungsausschuss wurde am 26. April 2018 eingesetzt und soll sich unter anderem mit der Opferauswahl des NSU beschäftigen. Die Arbeit des Ausschusses, die auf zwei Jahre bis Anfang 2021 angesetzt ist, lief schleppend an, weil das Parlament über keine abhörsicheren Räumlichkeiten verfügte. Im Oktober 2018 wurde als Ermittlungsbeauftragter der frühere Richter des Düsseldorfer Staatsschutzsenats Ottmar Breidling berufen, der bereits im sächsischen NSU-Ausschuss in dieser Funktion gewirkt hatte. Im Januar 2022 nahm der Untersuchungsausschuss NSU II/Rechtsextremismus die Arbeit auf.

## Überlegungen in Hamburg
Immer wieder kamen Forderungen auf, auch in Hamburg einen Untersuchungsausschuss der Bürgerschaft einzurichten, um die nach wie vor ungeklärten Umstände der Ermordung Süleyman Taşköprüs (wie die Opferauswahl) und mögliche NSU-Helfer vor Ort zu erforschen. So wiesen nach ihren Plädoyers im NSU-Prozess im Januar 2018 die Nebenklagevertreter der Familie Taşköprü darauf hin, dass den Zeugenaussagen des Vaters unmittelbar nach der Tat nie nachgegangen wurde und dass mit Jürgen Rieger und Christian Worch zwei Führungsfiguren der Neonazi-Szene in Hamburg lebten, die enge Verbindungen in die Thüringer Szene hatten. Hamburg ist das einzige Bundesland, in dem ein NSU-Verbrechen verübt wurde, das keinen Untersuchungsausschuss eingerichtet hat. Im April 2018 verstärkte eine Bürgerinitiative diese Forderung; zu den Erstunterzeichnern gehören Bandmitglieder von Tocotronic und Rocko Schamoni. Die Hamburger Bürgerschaft verabschiedete zum 17. Todestag im Juni 2018 eine Erklärung, in der sie die Angehörigen um Entschuldigung für die falschen Verdächtigungen und mangelhaften Ermittlungen bat; allein die Linksfraktion forderte wiederum einen Untersuchungsausschuss.